# مورو
مورو (به آلمانی: Murau District) یک ناحیه در اتریش است که در اشتایرمارک واقع شده‌است. مورو ۳۱٬۴۷۲ نفر جمعیت دارد.